# 月輪寺 (堺市)
月輪寺（がちりんじ）とは、大阪府堺市中区陶器北にある高野山真言宗の寺院。山号は雨寶山。和泉霊場第14番札所。
行基による創建とされるが、創建年は不詳。寺伝では、創建時は堺市中区見野山にあったが、江戸時代初期に火災に遭い、現在の場所に移転したという。
また、江戸時代に寺子屋を開設しており、現在の堺市立東陶器小学校は、この寺子屋を起源とする。
本尊は、大日如来坐像。生駒堂には、秘仏の歓喜天双身像を安置する。

## 所在地
- 大阪府堺市中区陶器北768